# Szárföld
Szárföld ist eine ungarische Gemeinde im Kreis Kapuvár im Komitat Győr-Moson-Sopron. 

## Geografische Lage
Szárföld liegt 40 Kilometer südwestlich des Komitatssitzes Győr und 7 Kilometer östlich der Kreisstadt Kapuvár. Nachbargemeinden sind Veszkény, Osli, Rábatamási und Babót. Auf dem Gemeindegebiet befinden sich mehrere Kiesseen.

## Geschichte
Im Jahr 1913 gab es in der damaligen Kleingemeinde 226 Häuser und 1468 Einwohner auf einer Fläche von 3058 Katastraljochen. Sie gehörte zu dieser Zeit zum Bezirk Kapuvár im Komitat Sopron.

## Sehenswürdigkeiten
- Kiesseen (kavicsbányatavak)

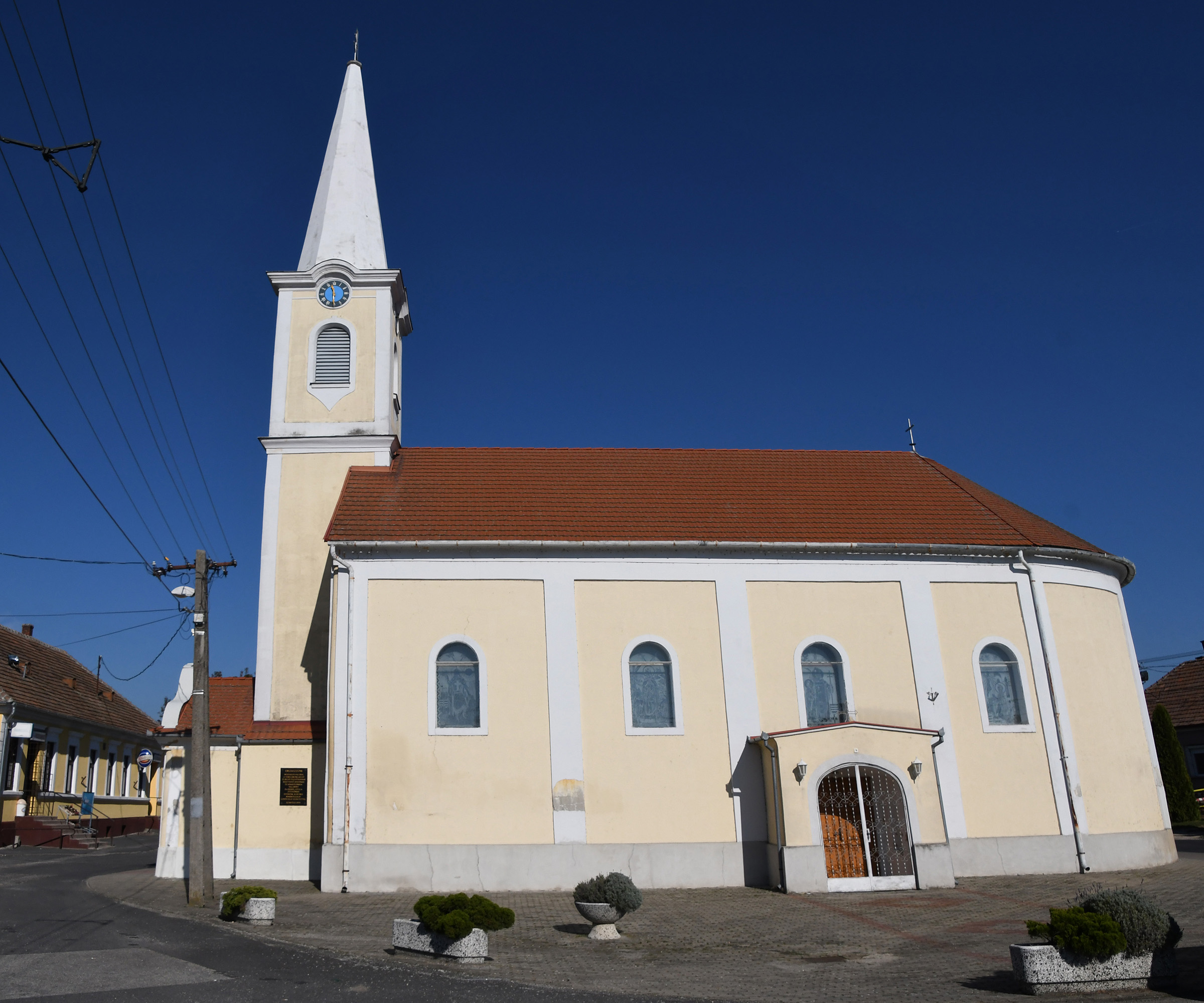
Römisch-katholische Kirche Szent Lukács evangélista
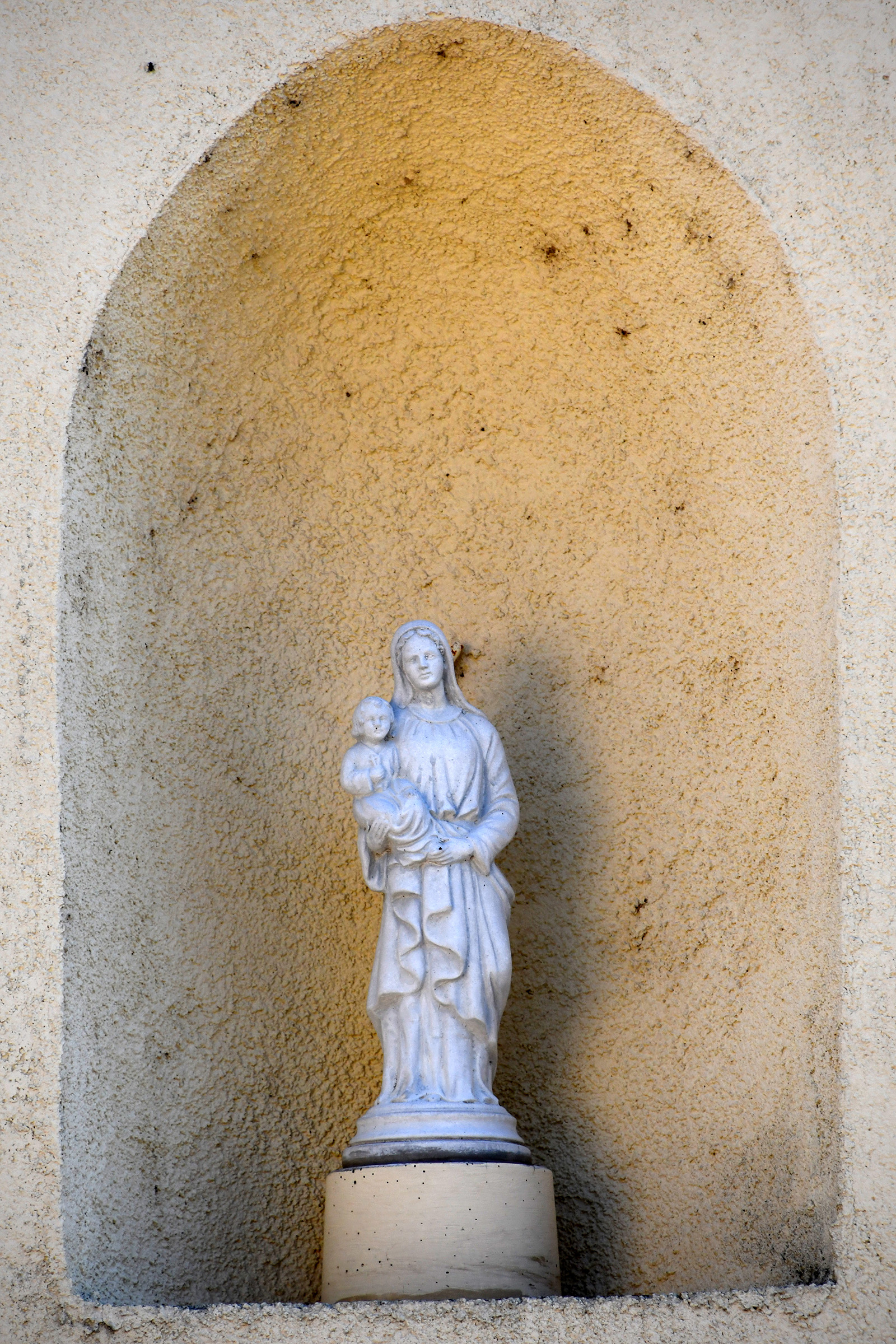
Marienstatue an der Kirche
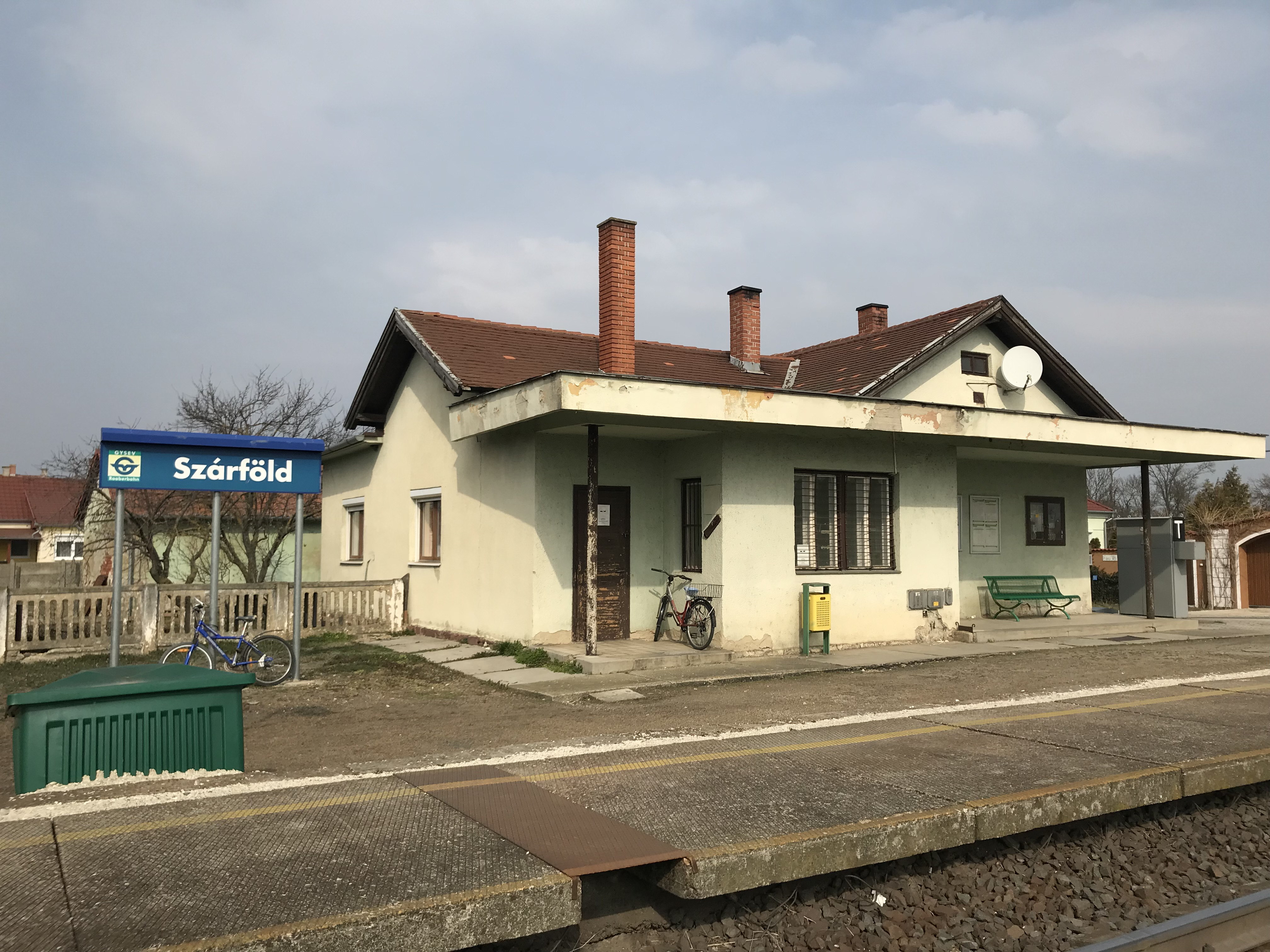
Bahnhof Szárföld

- Szentháromság-Säule mit Pietà aus dem Jahr 1914
- Weltkriegsdenkmal

- Römisch-katholische Kirche Szent Lukács evangélista
- Marienstatue an der Kirche
- Bahnhof Szárföld

## Verkehr
Durch Szárföld verläuft die Hauptstraße Nr. 85, von der in der Ortsmitte die Landstraße Nr. 8515 in nördliche Richtung abzweigt. Die Gemeinde ist angebunden an die Eisenbahnstrecke von Sopron nach Győr. Weiterhin bestehen Busverbindungen über Kapuvár und Fertőszentmiklós nach Sopron sowie über Csorna und Kóny nach Győr.